# Liste de jeux par navigateur
Cette liste de jeux par navigateur recense les jeux vidéo jouables sur navigateur web.
Pour un souci de cohérence, la liste utilise les noms français des jeux, si ce nom existe.
- Haut – A
- B
- C
- D
- E
- F
- G
- H
- I
- J
- K
- L
- M
- N
- O
- P
- Q
- R
- S
- T
- U
- V
- W
- X
- Y
- Z

## 0-9
- 1916: Der Unbekannte Krieg
- 2048
- 8BitMMO

## A
- Abadía del crimen, La
- Active Worlds
- Adventure Capitalist
- Adventure Time: Battle Party
- Aether
- Agar.io
- Age of Ascent
- Airlines Manager 2
- Akaneiro: Demon Hunters
- Akinator : Le Génie du web
- Alien Hominid
- Amour sucré
- Angry Birds
- Angry Birds Friends
- Angry Birds Star Wars
- Anno Online
- Arcane Legends
- Astérix et ses amis
- Auditorium
- Auralux
- Ayiti: The Cost of Life

## B
- Bastion
- Bataille pour Wesnoth, La
- Bejeweled
- Bejeweled 2
- Bejeweled Twist
- Blobby Volley
- Bloody Fun Day
- Bloons Tower Defense
- Brute, La
- BSQ1492
- Bubble Witch Saga
- Bubble Witch Saga 2
- Bubble Witch Saga 3
- Burrito Bison

## C
- Canaan Online
- Canabalt
- Candy Box!
- Candy Box 2
- Candy Crush
- Candy Crush Saga
- Candy Crush Friends Saga
- Candy Crush Soda Saga
- Cartoon Network: Superstar Soccer
- Castle of Heroes
- Cela n’existe pas
- Celestial Arculs
- Chick Chick Boom
- CityVille
- CityVille 2
- Civilization World
- Clicker Heroes
- Clim'City
- Clodogame
- Club Penguin
- CodeCombat
- Coming Out Simulator 2014
- Command and Conquer: Tiberium Alliances
- Cookie Clicker
- Cow Clicker
- Criminal Case
- CryptoKitties
- Cube Escape: Arles
- Cube Escape: Birthday
- Cube Escape: Case 23
- Cube Escape: The Cave
- Cube Escape: Harvey's Box
- Cube Escape: Seasons
- Cube Escape: The Lake
- Cube Escape: The Mill
- Cube Escape: Theatre
- Cursor*10
- Cut the Rope

## D
- Darfur is Dying
- DarkOrbit
- Dead Frontier
- Deepolis
- Defend your Castle
- Depression Quest
- Desktop Tower Defense
- Diep.io
- Don't Look Back
- Dragow
- Dream Machine, The
- Dys4ia

## E
- Empire Immo
- Empires et Alliés
- Equideow
- Eredan iTCG
- eRepublik
- Every Day the Same Dream
- Evolution of Trust, The
- Evony

## F
- Fallen London
- Family Guy Online
- Fancy Pants Adventures, The: World 1
- Fancy Pants Adventures, The: World 2
- Fancy Pants Adventures, The: World 3
- Fantage
- Fantastic Contraption
- FarmVille
- Fashiown
- Final Fantasy: Brave Exvius
- Fiscal Kombat
- flOw
- Forge of Empires
- Fotonica
- Freeciv
- Frog Fractions
- From Dust
- Fruit Ninja

## G
- Game of Thrones: Winter Is Coming
- GeoGuessr
- Gladiatus
- Globulos
- Greedy Grub
- Grepolis
- Gridland
- Grow
- Guerre tribale

## H
- Habbo
- Hair Nah
- Hammerfest
- Happy Wheels
- Hattrick
- Hero's Adventure
- Hordes
- Hoshi Saga
- House in California, A

## I
- Icy Tower
- Ikariam
- Imperia Online
- IMVU
- Insaniquarium
- iSketch

## J
- JamLegend
- Jetpack Joyride
- JeuxDeMots

## K
- Kaaarot
- Kahoot!
- Kamaitachi no Yoru
- Kantai Collection
- Kdice
- Kingdom Hearts χ
- Kingdom of Loathing
- Kingdom Rush
- Knightmare Tower
- KoGaMa
- Krunker.io
- Kung Fu Panda World

## L
- Legend of Heroes, The: Akatsuki no Kiseki
- Line Rider
- Lord of Ultima
- Loved
- Lunar Lander

## M
- Mahjong Soul
- Mamba Nation
- ManagerZone
- Marvel: Avengers Alliance
- McDonald's Videogame
- MechWarrior Tactics
- Ministry of War
- Mission Équitation online : Mon Club sur internet
- Mojow Locow
- Mon petit gazon
- Monopoly City Streets
- Motherload
- Murder
- Mush
- My Koh-Lanta

## N
- N.O.V.A. Elite
- NationStates
- Neopets

## O
- OGame
- Omerta
- Onimusha Soul
- Organ Trail
- Orisinal: Morning Sunshine
- Outernauts

## P
- Panfu
- Papa Louie
- PerfectGoal
- Phylo
- Pixie Hollow
- Pocket Legends
- Pokémon Trading Card Game Online
- Prismata
- Progress Quest
- PyramidValley

## Q
- Quadradius
- Questionaut
- Questions pour un champion Online
- Quick, Draw!
- QWOP

## R
- Realm of the Mad God
- Republia Times, The
- Reset Generation
- Risk: Factions
- Robot Unicorn Attack
- Rush Team

## S
- Samorost
- Samorost 2
- Sandbox, The
- Scrabble Scramble!
- Seafight
- Settlers Online, The
- SimAgri
- SimCity Social
- Simply-Land
- Sims Carnival, Les
- Sims Social, The
- Ski Challenge
- Slither.io
- Smoky Rabbit
- Soldiers Inc.
- Solipskier
- Space Invaders World War
- Sparta: War of Empires
- Spewer
- Skylanders: Spyro's Universe
- Star Legends: The Blackstar Chronicles
- Star Wars: Clone Wars Adventures
- Stardoll
- Steel Panthers
- Stormfall: Age of War
- Super Mario Bros. Crossover
- Surviv.io

## T
- T. Rex Game
- Terminator Renaissance
- Thomas Was Alone
- Threes!
- Throne: Kingdom at War
- Time4Cat
- Tōken Ranbu
- Tout le monde veut prendre sa place Online
- Tower Bloxx
- Transformers Universe
- Transformice
- Travian
- Triple Town
- Twitch Plays Pokémon
- TypeShift

## U
- Urban Dead
- Urban Rivals

## V
- Vikings: War of Clans
- Virtual Regatta

## W
- Wakfu : Les Gardiens
- War Brokers
- Warfare 1917
- Wei or Die
- Westerado
- Wheel of Fortune Online
- Windosill
- Words with Friends
- World of Guns: Gun Disassembly
- World of Tanks Generals

## X
- X-Wars

## Y
- Yetisports
- You Have to Burn the Rope

## Z
- Zoo Keeper

- Haut – A
- B
- C
- D
- E
- F
- G
- H
- I
- J
- K
- L
- M
- N
- O
- P
- Q
- R
- S
- T
- U
- V
- W
- X
- Y
- Z